# AV-test.org
AV-Test.org is een project van de Werkgroep Zakelijke Informatie aan het Instituut voor Technische en Zakelijke Informatiesystemen van de Otto-von-Guericke-Universiteit van Maagdenburg (Duitsland) in samenwerking met AV-Test GmbH. Op regelmatige tijdstippen testen zij anti-virus, anti-spyware en firewall software voor de software-uitgevers en voor tijdschriften. Op het vlak van productcertificatie werken zij samen met tekit Consult Bonn GmbH (TÜV Saarland groep).
De tests gebeuren op desktopcomputers en servers die draaien op Windows 98, ME, NT 4, 2000, XP, 2003; Novell NetWare, Linux, Solaris, FreeBSD, OpenBSD, Lotus Domino/Notes en Microsoft Exchange.